# Kolonat (Heiliger)

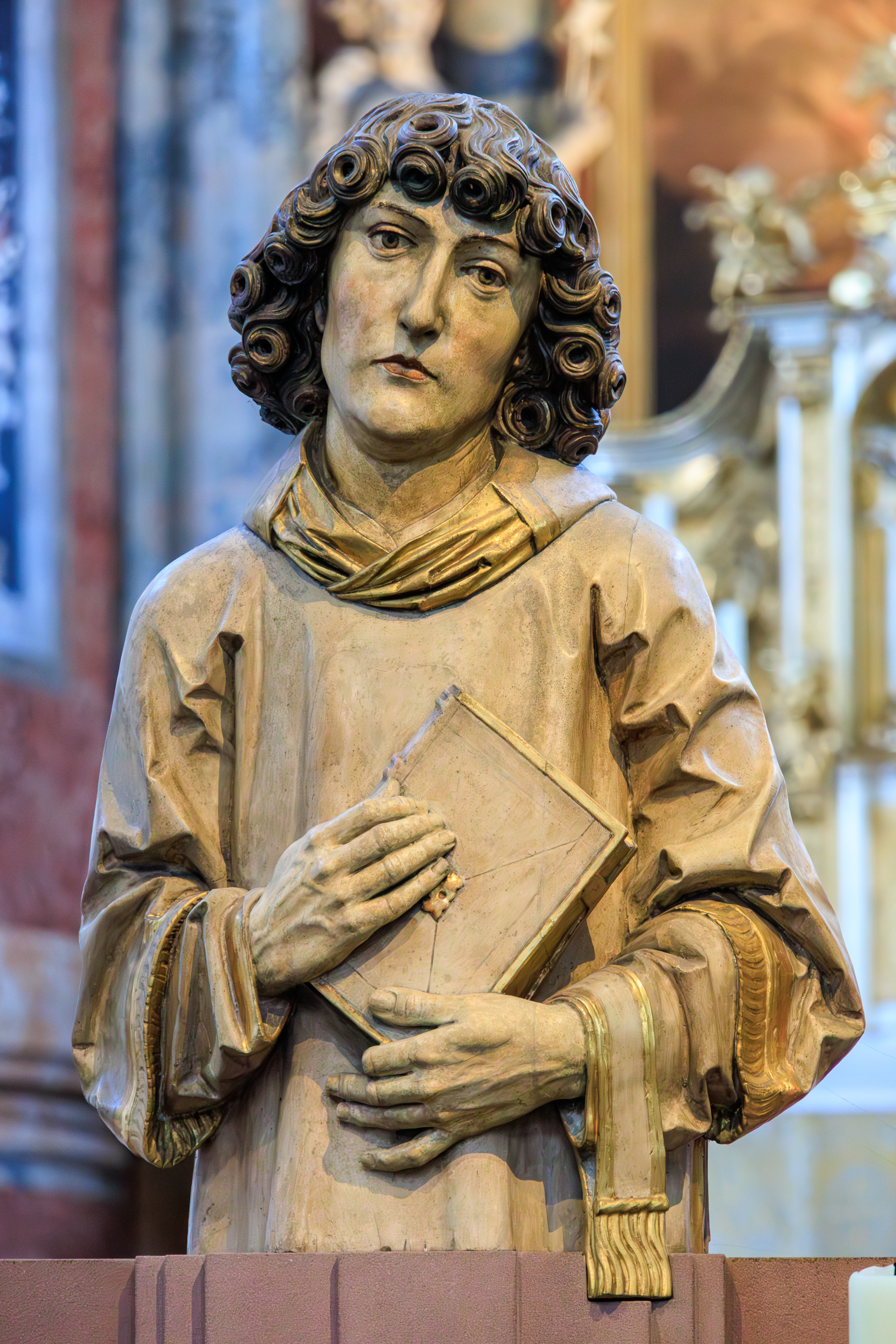
Heilige Kolonat, Kopie der Riemenschneider-Holzfiguren von Heinz Schiestl aus dem Jahr 1910 in der Neumünster-Kirche, Würzburg

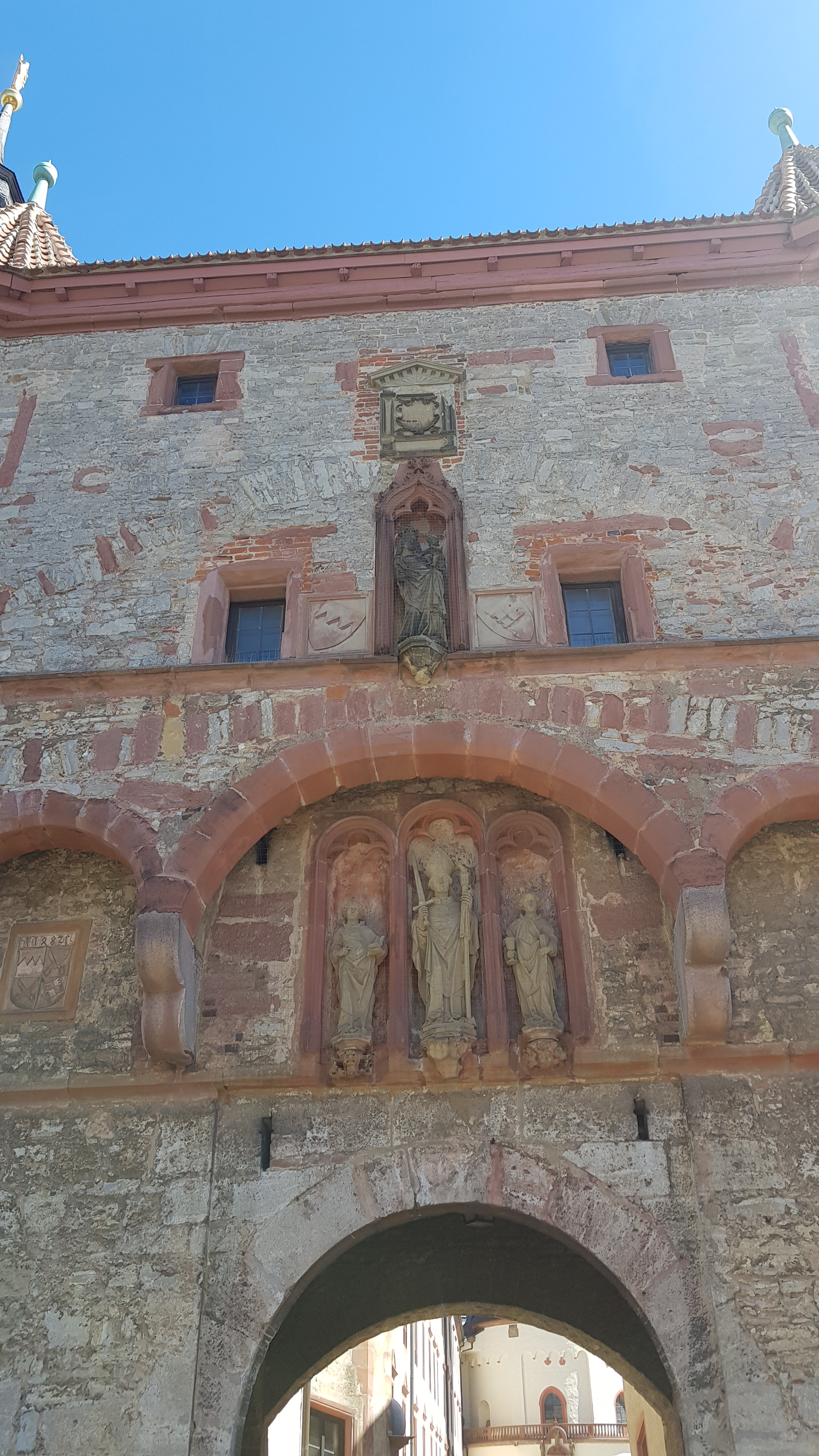
Die drei Frankenapostel Kilian, Kolonat und Totnan am Scherenbergtor der Festung Marienberg in Würzburg

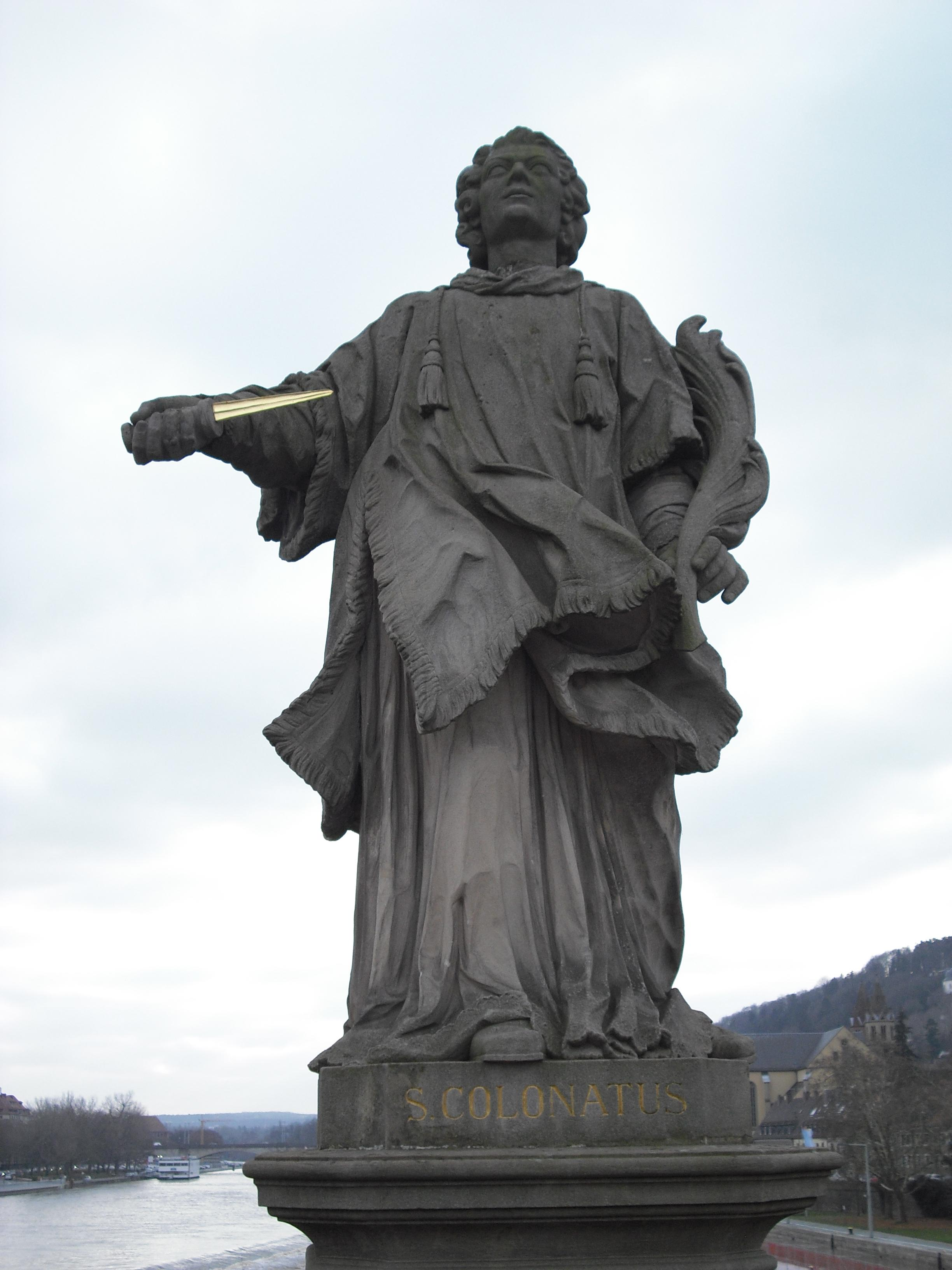
Statue des heiligen Kolonat auf der Alten Mainbrücke, Würzburg

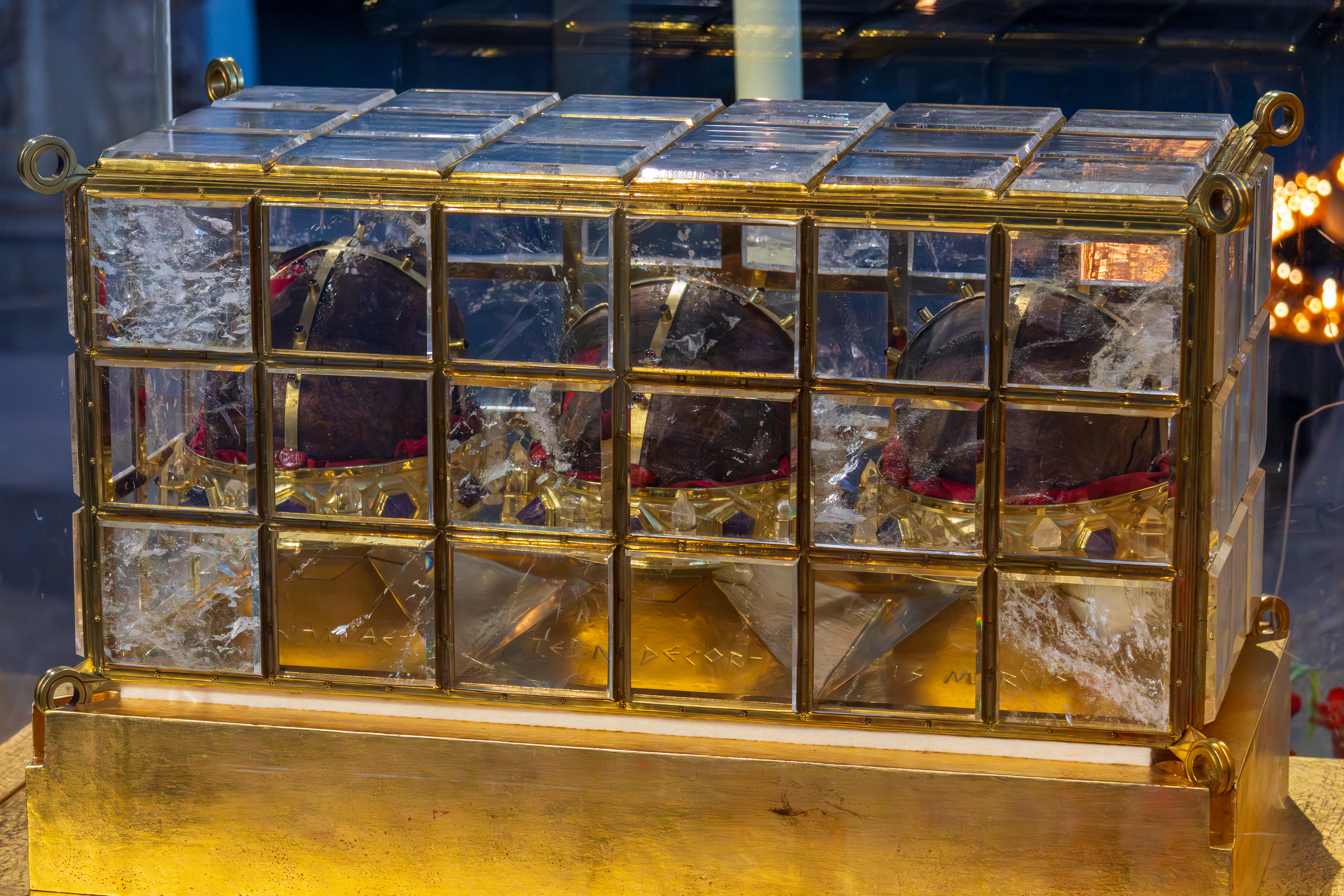
Schädel-Reliquien von Kilian, Kolonat und Totnan im Würzburger Dom

Kolonat  (* in Irland; † um 689 in Würzburg) war ein irischer Wanderprediger. Er war als Gefährte des heiligen Kilian einer der drei Frankenapostel.
Nach dem Zeugnis der im 9. Jahrhundert verfassten Viten war der Priester Kolonat – zusammen mit Totnan und neun weiteren Gefährten – ein Begleiter des  iro-schottischen Wandermönchs und Missionsbischofs Kilian, mit dem er um 686 nach Würzburg gelangte. Mit Kilian und Totnan erlitt er dort um 689 den Märtyrertod. 
Nach der 752 im sachlichen Zusammenhang der Bistumsgründung erfolgten Erhebung der Reliquien wurde er Mitpatron des Bistums Würzburg.